# Historia De La Música Rock
Historia De La Música Rock, pubblicato nel 1987, è il terzo ed ultimo album dei Pussy Galore. È stato pubblicato in due versioni che differiscono di un brano.

## Tracce versione 1
- Tutte le canzoni sono dei Pussy Galore.

1. Dedication - 4:02
2. Revolution Summer - 2:59
3. Will You Still Have Me - 4:08
4. Don't Jones Me - 2:05
5. (Do) The Snake - 3:04
6. Song At The End Of The Side - 2:57
7. Ship Comin' In - 2:32
8. Mono! Man - 2:02
9. Eric Clapton Must Die (*)
10. Crawfish - 2:30
11. Drop Dead - 4:37

## Tracce versione 2
- Tutte le canzoni sono dei Pussy Galore.

1. Dedication - 4:02
2. Revolution Summer - 2:59
3. Will You Still Have Me - 4:08
4. Don't Jones Me - 2:05
5. (Do) The Snake - 3:04
6. Song At The End Of The Side - 2:57
7. Ship Comin' In - 2:32
8. Mono! Man - 2:02
9. Little Red Rooster - 3:34 (*)
10. Crawfish - 2:30
11. Drop Dead - 4:37

## Formazione
- Jon Spencer - voce, chitarra
- Neil Hagerty - chitarra
- Bob Bert - batteria